# Grand Prix Belgie 2021
Grand Prix Belgie 2021 (oficiálně Formula 1 Rolex Belgian Grand Prix 2021) se jela na okruhu Circuit de Spa-Francorchamps v Stavelotu v Belgii dne 28. srpna 2021. Závod byl dvanáctým v pořadí v sezóně 2021 šampionátu Formule 1.

## Kvalifikace
| Poř.                       | No. | Jezdec             | Konstruktér               | Časy v kvalifikaci | Časy v kvalifikaci | Časy v kvalifikaci | Pořadí na startu |
| Poř.                       | No. | Jezdec             | Konstruktér               | Q1                 | Q2                 | Q3                 | Pořadí na startu |
| -------------------------- | --- | ------------------ | ------------------------- | ------------------ | ------------------ | ------------------ | ---------------- |
| 1                          | 33  | Max Verstappen     | Red Bull Racing-Honda     | 1:58.717           | 1:56.559           | 1:59.765           | 1                |
| 2                          | 63  | George Russell     | Williams-Mercedes         | 1:59.864           | 1:56.950           | 2:00.086           | 2                |
| 3                          | 44  | Lewis Hamilton     | Mercedes                  | 1:59.218           | 1:56.229           | 2:00.099           | 3                |
| 4                          | 3   | Daniel Ricciardo   | McLaren-Mercedes          | 2:01.583           | 1:57.127           | 2:00.864           | 4                |
| 5                          | 5   | Sebastian Vettel   | Aston Martin-Mercedes     | 2:00.175           | 1:56.814           | 2:00.935           | 5                |
| 6                          | 10  | Pierre Gasly       | AlphaTauri-Honda          | 2:00.387           | 1:56.440           | 2:01.164           | 6                |
| 7                          | 11  | Sergio Pérez       | Red Bull Racing-Honda     | 1:59.334           | 1:56.886           | 2:02.112           | 7                |
| 8                          | 77  | Valtteri Bottas    | Mercedes                  | 1:59.870           | 1:56.295           | 2:02.502           | 13               |
| 9                          | 31  | Esteban Ocon       | Alpine-Renault            | 2:01.824           | 1:57.354           | 2:03.513           | 8                |
| 10                         | 4   | Lando Norris       | McLaren-Mercedes          | 1:58.301           | 1:56.025           | Bez času           | 15               |
| 11                         | 16  | Charles Leclerc    | Ferrari                   | 2:00.728           | 1:57.721           |                    | 9                |
| 12                         | 6   | Nicholas Latifi    | Williams-Mercedes         | 2:00.966           | 1:58.056           |                    | 10               |
| 13                         | 55  | Carlos Sainz Jr.   | Ferrari                   | 2:01.184           | 1:58.137           |                    | 11               |
| 14                         | 14  | Fernando Alonso    | Alpine-Renault            | 2:01.653           | 1:58.205           |                    | 12               |
| 15                         | 18  | Lance Stroll       | Aston Martin-Mercedes     | 2:01.597           | 1:58.231           |                    | 19               |
| 16                         | 99  | Antonio Giovinazzi | Alfa Romeo Racing-Ferrari | 2:02.306           |                    |                    | 14               |
| 17                         | 22  | Júki Cunoda        | AlphaTauri-Honda          | 2:02.413           |                    |                    | 16               |
| 18                         | 47  | Mick Schumacher    | Haas-Ferrari              | 2:03.973           |                    |                    | 17               |
| 19                         | 7   | Kimi Räikkönen     | Alfa Romeo Racing-Ferrari | 2:04.452           |                    |                    | BOX              |
| 20                         | 9   | Nikita Mazepin     | Haas-Ferrari              | 2:04.939           |                    |                    | 18               |
| 107% času vítěze: 2:06.582 |     |                    |                           |                    |                    |                    |                  |
| Zdroj:                     |     |                    |                           |                    |                    |                    |                  |

Poznámky
1. 1 2  Valtteri Bottas a Lance Stroll obdrželi trest posunu o 5 míst vzad za zavinění kolize v předchozím závodě.
2. ↑  Lando Norris obdržel trest posunu o 5 míst vzad za neplánovanou výměnu převodovky.
3. ↑  Kimi Räikkönen musel, kvůli výměně zadního křídla, startovat z boxové uličky.

## Závod
| Poř.                         | No. | Jezdec             | Konstruktér               | Počet kol | Čas/Odstoupení | Pořadí na startu | Body |
| ---------------------------- | --- | ------------------ | ------------------------- | --------- | -------------- | ---------------- | ---- |
| 1                            | 33  | Max Verstappen     | Red Bull Racing-Honda     | 1         | 3:27.071       | 1                | 12,5 |
| 2                            | 63  | George Russell     | Williams-Mercedes         | 1         | +1.995         | 2                | 9    |
| 3                            | 44  | Lewis Hamilton     | Mercedes                  | 1         | +2.601         | 3                | 7,5  |
| 4                            | 3   | Daniel Ricciardo   | McLaren-Mercedes          | 1         | +4.496         | 4                | 6    |
| 5                            | 5   | Sebastian Vettel   | Aston Martin-Mercedes     | 1         | +7.479         | 5                | 5    |
| 6                            | 10  | Pierre Gasly       | AlphaTauri-Honda          | 1         | +10.177        | 6                | 4    |
| 7                            | 31  | Esteban Ocon       | Alpine-Renault            | 1         | +11.579        | 8                | 3    |
| 8                            | 16  | Charles Leclerc    | Ferrari                   | 1         | +12.608        | 9                | 2    |
| 9                            | 6   | Nicholas Latifi    | Williams-Mercedes         | 1         | +15.484        | 10               | 1    |
| 10                           | 55  | Carlos Sainz Jr.   | Ferrari                   | 1         | +16.166        | 11               | 0,5  |
| 11                           | 14  | Fernando Alonso    | Alpine-Renault            | 1         | +20.590        | 12               |      |
| 12                           | 77  | Valtteri Bottas    | Mercedes                  | 1         | +22.414        | 13               |      |
| 13                           | 99  | Antonio Giovinazzi | Alfa Romeo Racing-Ferrari | 1         | +24.163        | 14               |      |
| 14                           | 4   | Lando Norris       | McLaren-Mercedes          | 1         | +27.109        | 15               |      |
| 15                           | 22  | Júki Cunoda        | AlphaTauri-Honda          | 1         | +28.329        | 16               |      |
| 16                           | 47  | Mick Schumacher    | Haas-Ferrari              | 1         | +29.507        | 17               |      |
| 17                           | 9   | Nikita Mazepin     | Haas-Ferrari              | 1         | +31.993        | 18               |      |
| 18                           | 7   | Kimi Räikkönen     | Alfa Romeo Racing-Ferrari | 1         | +36.054        | BOX              |      |
| 19                           | 11  | Sergio Pérez       | Red Bull Racing-Honda     | 1         | +38.205        | BOX              |      |
| 20                           | 18  | Lance Stroll       | Aston Martin-Mercedes     | 1         | +44.108        | 19               |      |
| Nejrychlejší kolo: Neuděleno |     |                    |                           |           |                |                  |      |
| Zdroj:                       |     |                    |                           |           |                |                  |      |

Poznámky
1. ↑  Byl udělován poloviční počet bodů, protože bylo odjeto méně než 75 % délky závodu.
2. ↑  Sergio Pérez boural při nájezdu na startovní rošt. Po opravě jeho auta mohl odstartovat do závodu z boxové uličky.
3. ↑  Lance Stroll obdržel trest přičtení 10 sekund k času v cíli, protože jeho zadní křídlo bylo vyměněno během červené vlajky.

## Průběžné pořadí po závodě
Pohár jezdců
|        | Pořadí | Jezdec          | Body  |
| ------ | ------ | --------------- | ----- |
|        | 1      | Lewis Hamilton  | 202,5 |
|        | 2      | Max Verstappen  | 199,5 |
|        | 3      | Lando Norris    | 113   |
|        | 4      | Valtteri Bottas | 108   |
|        | 5      | Sergio Pérez    | 104   |
| Zdroj: |        |                 |       |

Pohár konstruktérů
|        | Pořadí | Konstruktér      | Body  |
| ------ | ------ | ---------------- | ----- |
|        | 1      | Mercedes         | 310,5 |
|        | 2      | Red Bull-Honda   | 303,5 |
| 1      | 3      | McLaren–Mercedes | 169   |
| 1      | 4      | Ferrari          | 165,5 |
|        | 5      | Alpine–Renault   | 80    |
| Zdroj: |        |                  |       |